# Debito pubblico dello Stato Pontificio nel Cinque-Settecento
Nel Cinquecento vengono introdotti in Europa nuovi sistemi di finanziamento. Nello Stato Pontificio Papa Clemente VII emette nel 1526 il Monte della Fede.

## Origini
Con la riforma luterana nella prima metà del Cinquecento cominciò una fase di indebolimento dell'autorità della chiesa e la perdita di vasti territori ebbe per conseguenza una forte diminuzione delle entrate. A ciò si aggiunse la necessità di finanziare la guerra contro i Turchi che avanzavano nei Balcani. Oltre ai classici metodi di finanziamento dello stato, come le imposte o le rendite dei monopoli (come quello del sale), esisteva già dal Quattrocento una forma di debito pubblico che consisteva nella vendita delle cariche: i titolari di queste cariche venali, spesso solo onorifiche, venivano poi rimunerati o con le entrate dai rispettivi servizi o dalle entrate generali. Ma dopo la tempesta luterana e lo scisma anglicano si dovette ricorrere a nuove forme di finanziamento. Anche se forme di debito pubblico esistevano a Venezia, Genova e Firenze già dal XII secolo, fu Clemente VII Medici il primo a fare uso sistematico di questo nuovo strumento: nel 1526 fu emesso il Monte della Fede i cui introiti servirono a sostenere Carlo V nella guerra contro i Turchi.

## I Monti
La parola monte denota - in questo contesto - un certo ammontare di denaro che viene chiesto in prestito da una amministrazione statale o da un privato:
(Giovanni Battista De Luca, Tractatus de locis montium non vacabilium urbis, in: Tractatus de officiis venalibus vacabilibus romanae Curiae, Roma 1682, p. 5.)
In questo articolo vengono trattati i cosiddetti Monti Camerali, cioè i monti emessi dalla Camera Apostolica per le necessità della Chiesa. Altri tipi di monti erano i Monti baronali emessi per sostenere qualche famiglia nobile e i Monti Comunitari emessi dalle città dello Stato Pontificio dietro autorizzazione papale.
L'ammontare di un prestito pontificio variava da ventimila a diversi milioni di scudi. Il monte veniva diviso in luoghi da 100 scudi l'uno (oggi diremmo bonds o obbligazioni). Per avere un'idea del valore di un luogo si pensi che un impiegato dell'amministrazione papale poteva guadagnare dai 5 ai 10 scudi al mese. I monti potevano essere di tipo vacabile o non vacabile a seconda se si estinguessero con la morte del titolare o fossero ereditabili. Naturalmente le rendite dei monti vacabili erano più alte (generalmente doppie) di quelle dei monti non-vacabili; i tassi d'interesse dei monti vacabili, che all'inizio erano del 10%, si ridussero al 3 % alla fine del Settecento. Un importante vantaggio del sistema dei monti - per lo meno a breve termine - era quello di evitare il ricorso al poco gradito sistema delle tasse e gabelle. Per limitare la crescita del debito si ricorreva ogni tanto all'estinzione di una parte dei monti estraendo a sorte un certo numero di luoghi (vedi immagine).
Nel 1590 il capitale dei monti attivi ammontava a circa 10 milioni di scudi, nel 1623 era di 12 milioni di scudi. Nel 1672 era salito a circa 37 milioni e arrivò a 54 milioni alla fine del Settecento. 

## L'amministrazione
I monti venivano emessi dalla Camera Apostolica di cui era capo il Cardinal Camerlengo. Tre uffici si dividevano il compito di amministrare un monte: la Segreteria, la Computisteria e la Depositeria; il più importante era la Segreteria. L'ufficio di Segretario era anch'esso una carica venale il cui prezzo dipendeva dal volume dei luoghi amministrati; nel 1671, p. es., il prezzo di una Segreteria veniva valutato a ragione di un giulio per luogo. In genere un Segretario di monti amministrava più di un monte, tipicamente due o tre. L'importanza della funzione di Segretario derivava dal fatto che i monti erano liberamente trasferibili e quindi erano soggetti - durante la loro validità - a numerose transazioni: il Segretario emetteva le lettere patenti al momento della emissione del titolo, certificava a tergo della patente quando i titoli erano gravati da eventuali ipoteche (vincoli), registrava le estinzioni e ogni due mesi emetteva per la Depositeria gli ordini di pagamento degli interessi. I segretari venivano ricompensati con le tasse dovute per ogni servizio, p. es., 3 giulii per la certificazione di una ipoteca (da 3 a 6 luoghi). Il compito principale della Computisteria era quello di tenere aggiornata la contabilità. La Depositeria era responsabile per il pagamento degli interessi e il rimborso dei luoghi estinti. L'ufficio di Depositario di un monte veniva spesso assegnato al banchiere (o consorzio di banchieri) che avevano acquistato il rispettivo monte in blocco e lo rivendevano sul mercato.
La costituzione di Paolo V del 1615 decretava che
(Giovanni Battista De Luca, op. cit., p. 95.)
Ma i casi di incuria o di vere frodi non mancavano, sia da parte degli acquirenti che da parte dei segretari: p. es., c'era sempre qualcuno che cercava di vendere i monti vacabili sul letto di morte e per questo Clemente VIII nel bando del 1600 imponeva ai segretari di accertarsi che il venditore si trovasse in buona salute. Nel 1689 Innocenzo XI riteneva necessario ordinare che i segretari
(Domenico Zauli, Observationes Canonicae, Civiles, Criminales,…, Roma 1724, Appendice, p. 176.)
Nel 1670 il segretario Arrighi fu accusato di aver incassato ingiustamente il prezzo di luoghi non vincolati (più cari) facendoli passare per vincolati. Come conseguenza Clemente X convocò una Congregazione speciale incaricata di raccomandare una riforma dell'ufficio. Nel 1671 Clemente decise di abolire la venalità dell'incarico e di riorganizzare le Segreterie sotto un unico segretario. La scelta cadde su Diego Ursaja, clericus polycastrensis, fino allora segretario di tre monti. Il prezzo dell'appalto vita natural durante era di 5500 scudi l'anno: in sostanza un ufficio venale sotto altro nome. Ma Ursaja non riuscÌ a far quadrare i conti e le sue richieste per una riduzione del prezzo dell'appalto non furono accolte. Nel 1688 Ursaja abbandonò l'ufficio e fece perdere le sue tracce. Nello stesso anno Innocenzo XI riformò di nuovo l'ufficio creando quattro Segreterie. Nei decenni successivi l'organizzazione delle Segreterie fu oggetto di costante dibattito e frequenti cambiamenti di rotta: nel 1701 Clemente XI abolì la venalità della carica e affidò l'ufficio ad un solo Amministratore generale. In aggiunta decise di concentrare gli uffici, che prima si trovavano nelle abitazioni dei segretari, in una sola località, vicino al nuovo Palazzo di Montecitorio, di recente completato e sede della Curia Pontificia. In questo modo si rendeva possibile un miglior controllo dell'attività del personale. Dopo diverse altre riforme, nel 1743 Benedetto XIV incorporò la Depositeria nel Monte di Pietà di Roma completando così il processo di burocratizzazione dell'amministrazione dei monti.